# Sable Pinnacles
Sable Pinnacles är en bergstopp i Antarktis. Den ligger i Västantarktis. Argentina, Chile och Storbritannien gör anspråk på området. Toppen på Sable Pinnacles är 851 meter över havet, eller 262 meter över den omgivande terrängen. Bredden vid basen är 3,0 km.
Terrängen runt Sable Pinnacles är bergig åt sydost, men åt nordväst är den kuperad. Havet är nära Sable Pinnacles västerut. Trakten är obefolkad. Det finns inga samhällen i närheten. 